# Ў
（斜體：Ў、ў，羅馬化：u nyeskladovaye，直译：「「短у」」）是一个西里尔字母。在众多斯拉夫语言之中，只有白俄罗斯语使用此字母。另外，卡拉恰伊-巴尔卡尔语、东干语和在苏联时代的乌兹别克语、卡拉卡尔帕克语也使用过这个字母。

## 字母的次序
在白俄罗斯语字母中排第22位，在乌兹别克语字母中排第32位。

## 音值
在白俄罗斯语和卡拉卡尔帕克语为半元音 /w/，在卡拉恰伊-巴尔卡尔语为 /y/，在东干语为 /u/，在乌兹别克语为 /o/ 或 /ø/。

## 字符编码
| 字符编码 | Unicode | ISO 8859-5 | KOI8-C |
| -------- | ------- | ---------- | ------ |
| 大写     | U+040E  | AE         | BE     |
| 小写     | U+045E  | FE         | AE     |

## 参看
- У у（西里尔字母）
- Ŭ ŭ（拉丁字母）
- 組合字符

## 外部連結
- 维基词典中的词条「Ў」
- 维基词典中的词条「ў」
- Буква Ў （页面存档备份，存于） на сайте graphemica.com
- Буква ў （页面存档备份，存于） на сайте graphemica.com